# I Don't Play That
«I Don't Play That» es una canción interpretada por la cantante LaToya Jackson de su álbum Startin' Over con la discográfica Ja-tail Records. 
La canción fue escrita y producida por Jeffré Phillips.
Realizada por la promoción del Reality Armed & Famous de VH1, la canción originalmente se iba tener el nombre del Reality, pero quedó este.
- Datos: Q9006505